# Pothoideae
Pothoideae, potporodica kozlačevki, dio reda Alismatales. Sastoji se od dva tribusa s ukupno 4 roda, među kojima je najrasprostranjeniji američki rod anturij (Anthurium), s više od 1100 vrsta.

## Tribusi
1. Anthurieae Engl.
2. Potheae Bartl.